# St. Petrus Canisius (Hemer)

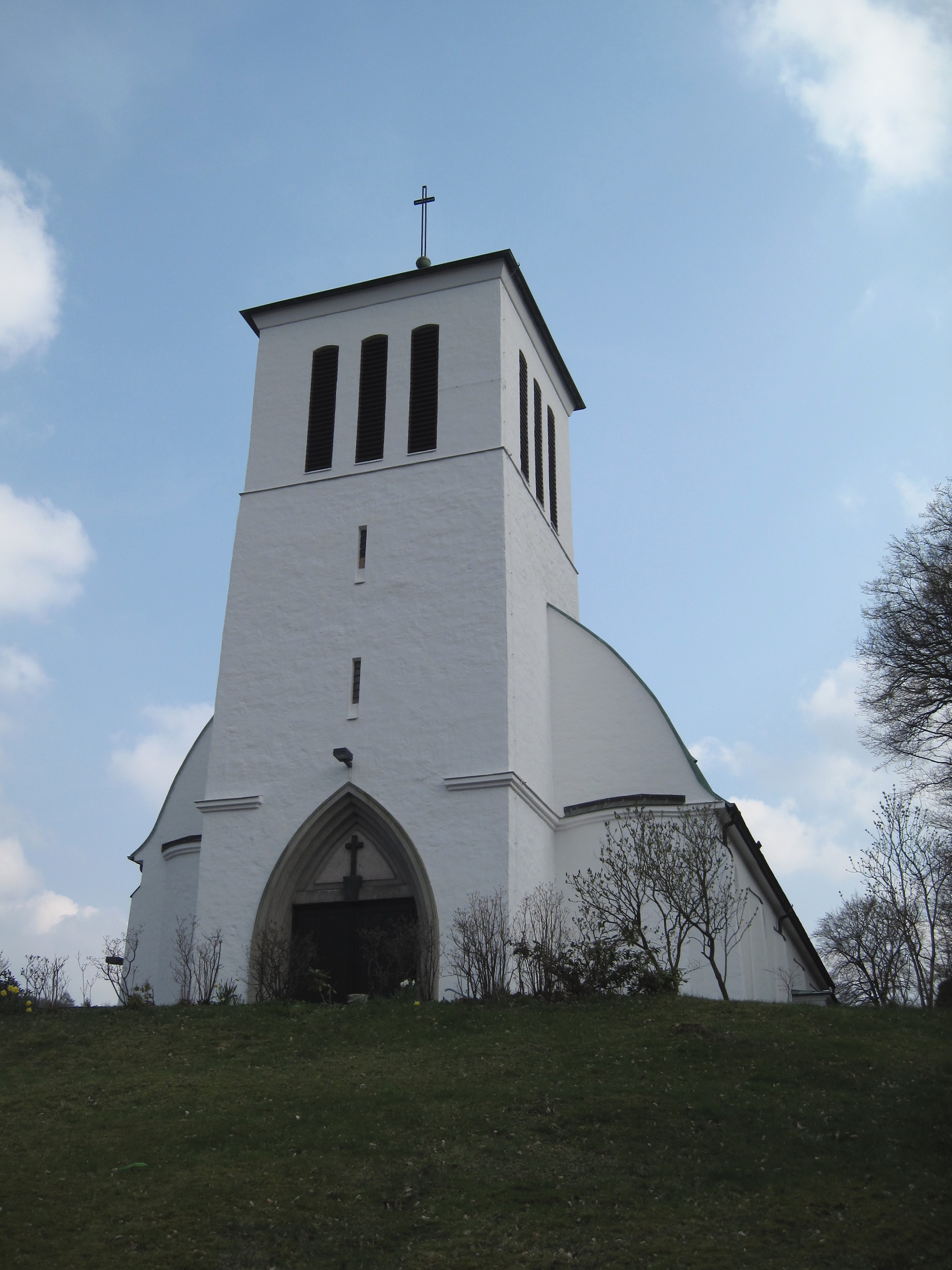
St. Petrus Canisius

St. Petrus Canisius ist eine von fünf römisch-katholischen Filialkirchen im Stadtgebiet von Hemer. Das Bauwerk aus dem Jahr 1931 erhielt in den 1950er-Jahren seine charakteristische weiße Farbe und liegt auf einer Anhöhe im Westiger Ortsteil Wiehagen. Die Gemeinde liegt im Dekanat Märkisches Sauerland.
Bis zum 31. Dezember 2020 war St. Petrus Canisius eigenständige Pfarrkirche in dem zum 31. Dezember 2020 aufgelösten Pastoralverbund Hemer. Seit dem 1. Januar 2021 gehört die Gemeinde zur neu gegründeten Gesamtpfarrei St. Vitus Hemer.

## Geschichte

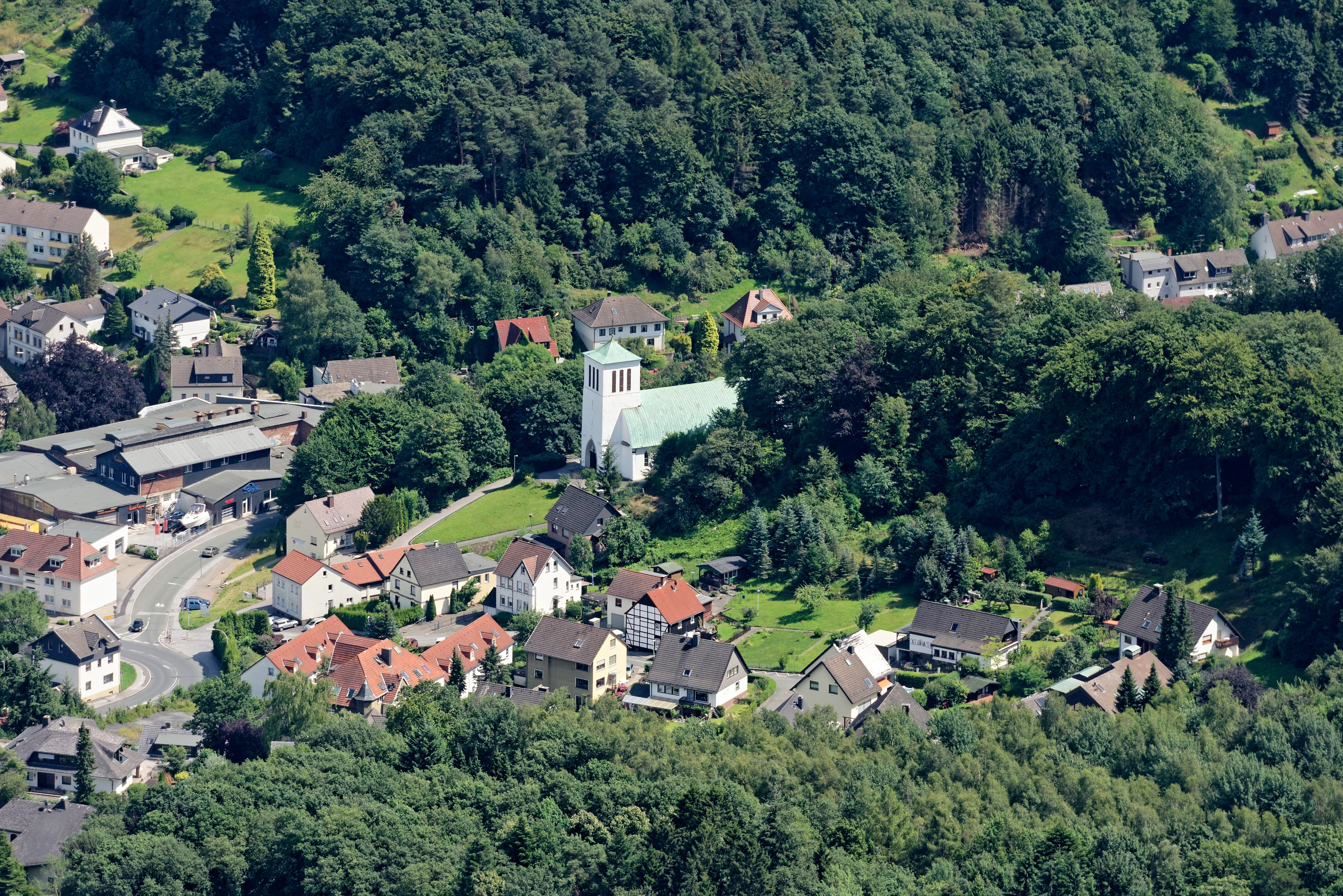
Luftaufnahme

### Von den Planungen zur Weihe
Nach dem Bau einer Kapelle 1872 wurde die Nachbarortschaft Sundwig auch für die Westiger Katholiken zuständig, die fortan dort und im Nachfolgebau St. Bonifatius und nicht mehr in St. Peter und Paul in Niederhemer zum Gottesdienst gingen. Mit einer eigenen katholischen Schule machte Westig 1908 einen ersten Schritt zu einer eigenständigen Gemeinde. Schon in den Jahren zuvor waren erste Pläne für einen Kirchbau in Westig angelegt worden.
Am 7. März 1909 wurde schließlich ein Kirchbauverein gegründet, der bis 1913 rund 40.000 RM sammelte. Mit diesen Mitteln ließ die Gemeinde einen genauen Plan für den Kirchbau erstellen, der durch einen Wechsel an der Pfarrstelle allerdings nicht direkt umgesetzt werden konnte. Durch den Ersten Weltkrieg und die Inflation in den Folgejahren verlor der Kirchbauverein sein Guthaben und begann von Neuem mit der Sammlung.
Am 20. April 1927 wurde Westig dann zur Pfarrvikarie, die neben Westig selbst auch Frönsberg umfasste. 1929 fanden einige weitere Sammlungen für einen Kirchbau statt, die den ersten Spatenstich am 11. August 1930 ermöglichten. Die Konstruktion wurde dabei weitgehend aus den Entwürfen der Vorkriegsjahre übernommen. Das Kirchenschiff sollte eine Länge von 25 Metern haben und 14 Meter breit sein, so dass die Kirche inklusive Turm und Chorraum 700 Gläubige fassen sollte. Der Turm hatte eine Höhe von über 18,35 Metern, wurde 1954 auf fast 22 Meter erhöht.
Die Ausschachtung des Geländes war im September abgeschlossen, am 14. Dezember 1930 wurde im Rahmen einer Feierstunde der Grundstein gelegt. Die Kirchweihe fand am 4. Oktober 1931 statt und hatte ursprünglich vom Paderborner Weihbischof Johannes Hillebrand vorgenommen werden sollen. Aufgrund seines plötzlichen Todes wenige Tage zuvor, erhielt der Iserlohner Dechant die Erlaubnis, die Kirche zu weihen. Der Heilige Petrus Canisius wurde als Namenspatron gewählt. Bis Weihnachten waren auch die letzten Arbeiten endgültig abgeschlossen.

### NS-Regime und Nachkriegszeit
Am 26. April 1936 fand die Konsekration der Kirche durch Weihbischof Augustinus Philipp Baumann statt. Wenige Jahre später musste die benachbarte katholische Schule schließen und wurde mit der evangelischen Schule zur Einheitsschule zusammengelegt. Gegen den damaligen Pfarrvikar Karl Kewes wurden Geldstrafen verhängt. Kewes gestaltete genau wie sein Nachfolger den Innenraum der Kirche künstlerisch aus.
Nachdem die Westiger Gemeinde zuvor noch der finanziellen Mithilfe des Sundwiger Bonifatiusvereins bedurfte, erhielt sie 1941 eine eigene Vermögensverwaltung und einen eigenen Kirchenvorstand. Gleichzeitig nahmen jedoch auch die Repressionen der Polizei zu. Die 1938 eröffnete Pfarrbücherei wurde beschlagnahmt und der Vikar zum Verhör nach Dortmund gebracht.
Nach dem Krieg wurde 1947 die katholische Volksschule wieder eröffnet. Am 1. April 1948 erfolgte endgültig die Abpfarrung von Sundwig. Bereits zuvor war die Kirche renoviert worden. Mit neuen Kirchenfenstern, einem Taufbecken, Kronleuchtern und einem Kreuzweg wurde das Gebäude 1946 ausgestaltet. Mit vielen der Werke hatte Künstler Walter Klocke schon vor dem Krieg begonnen und konnte sie nach 1945 vollenden. 1948 erhielt die Gemeinde einen neuen Tabernakel, zwei Jahre später eine Orgel. 1954 wurde der weiße Putz aufgetragen, der gemeinsam mit der exponierten Lage auf einer Anhöhe dazu beiträgt, dass die Kirche ein Wahrzeichen Westigs wurde. Ende des Jahres wurden vier neue Glocken angeschafft und geweiht.
Zu großen Renovierungen kam es 1962, als das Dach und der Außenputz erneuert wurden. Ein Jahr später wurde das Küsterhaus abgerissen und 1965 durch ein neues Pfarrhaus ersetzt. 1969 wurde die katholische Schule mit der evangelischen Bekenntnisschule zu einer Gemeinschaftsgrundschule vereinigt, die noch heute besteht.

### Renovierungen und Umgestaltungen
1975 fiel die Entscheidung, die Kirche grundlegend zu renovieren. Zwei Jahre später waren die Planungen fertiggestellt, und die Spendensammlung begann unter anderem in Form eines Pfarrfests. Am 6. Februar 1978 begannen die Arbeiten, in deren Verlauf der bis dahin noch vorhandene Keller aufgegeben wurde. Malerarbeiten veränderten die Innenansicht der Kirche grundlegend und die Isolierung der Seitenwände sollte die Feuchtigkeit im Mauerwerk abbauen. Am 1. Juli 1978 fand der erste Gottesdienst wieder in der kirche statt, am 12. August wurde der angeschaffte neugotische Altaraufsatz geweiht.
Am 24. März 1980 wurde der Grundstein für ein neues Pfarrheim gelegt, das am 14. Dezember eingeweiht wurde. 1997 wurde der 400. Geburtstag des Kirchenpatrons Petrus Canisius unter anderem in Form einer Wanderausstellung im Pfarrheim begangen. 2001 unterliegt das Gebäude Umbauarbeiten, bei denen Pfarrheim und Pfarrhaus miteinander verbunden wurden.

## Ausstattung

### Glocken

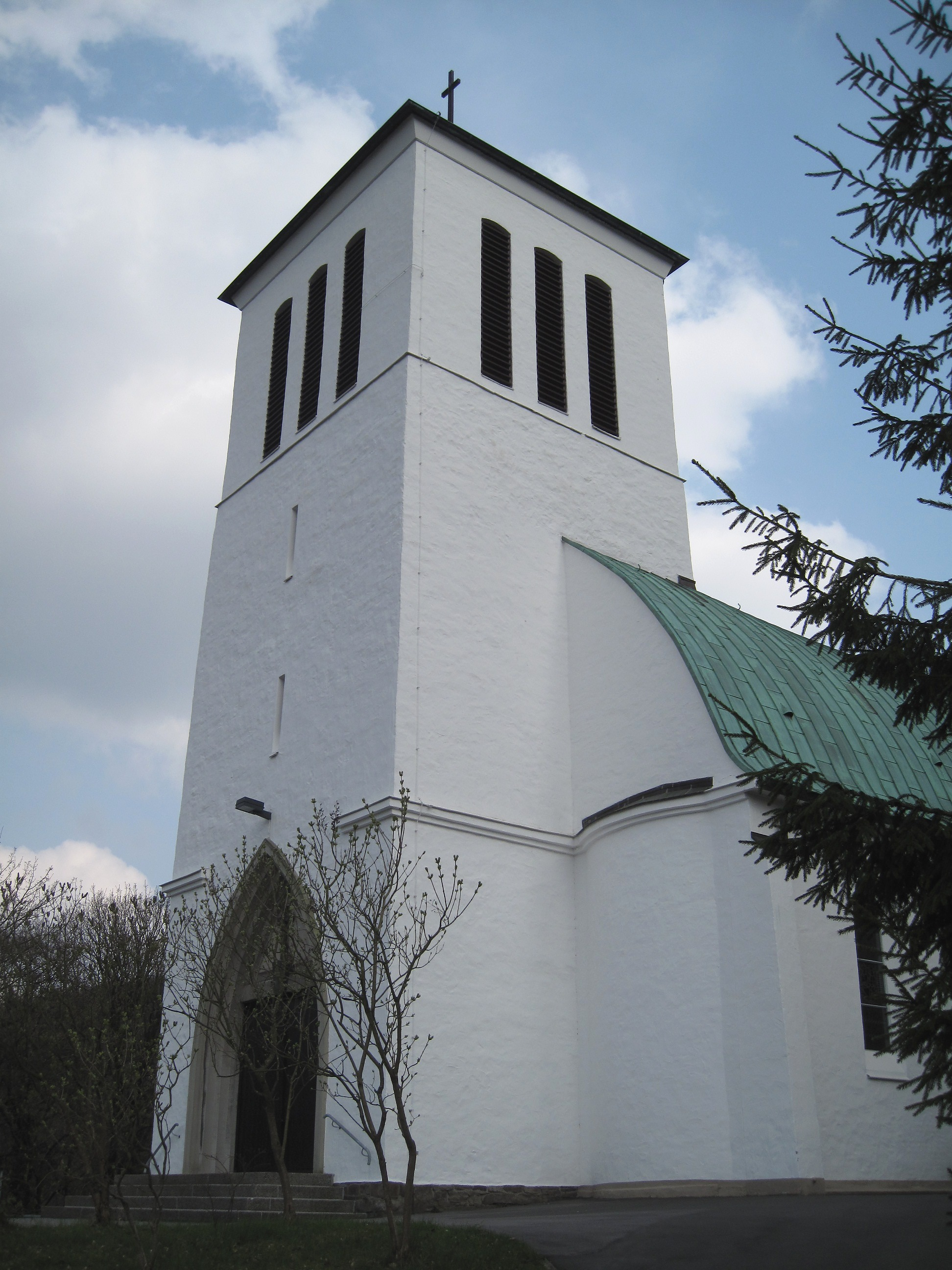
Turm

Über die erste Glocke berichtet die Pfarrchronik: „Kaum war das Lamellendach aufgerichtet und der Dachreiter aufgesetzt, da wurde auch schon ein Glöcklein geschenkt.“ Der Glockengießer ist unbekannt. Der Stifter oder die Stifterin ist in der Chronik nicht genannt. Inzwischen konnte in Erfahrung gebracht werden, dass die Glocke aus Oestrich stammt. Die dortige Kirche „Maria Himmelfahrt“ bekam 1930 ein Geläute. So kam die kleine Glocke, Schlagton b″, nach Westig, wo sie noch heute im Dachreiter hängt. Nach dem Zweiten Weltkrieg wurde beim Bochumer Verein ein Geläute aus Gussstahlglocken bestellt. Am 27. November 1954 wurden vier Glocken vom Bochumer Verein geliefert. Am 28. November 1954 nahm Dechant Meckel aus Letmathe die feierliche Weihe der Glocken vor. Zu Weihnachten 1954 läuteten zum ersten Mal die Glocken. Es ist das größte und schwerste Geläute im Stadtgebiet Hemer. Für die großen Glocken musste der Turm um drei Meter aufgestockt werden. Eine Übersicht über die Glocken bietet die folgende Tabelle:
| Inschrift                                                               | Schlagton | Durchmesser | Gewicht |
| ----------------------------------------------------------------------- | --------- | ----------- | ------- |
| „AVE REGINA COELORUM. Gestiftet von Bernhard Stübbecke“                 | c’        | 168 cm      | 2230 kg |
| „St. JOSEPH COSTODI NOS. Den Gefallenen gewidmet“                       | es’       | 142 cm      | 1340 kg |
| „ST. PETRE CANISI + ORA PRO NOBIS. Ihrem Namenspatron + die Gemeinde“   | f’        | 126 cm      | 950 kg  |
| „ST. BERNARDE + SIC NOBIS LUMEN. Gestiftet von Pfarrer Bernhard Limper“ | g’        | 112 cm      | 680 kg  |

### Orgel
Die 1930/31 gebaute Kirche erhielt 1950 eine Orgel, nachdem zuvor mit einem Harmonium die Gottesdienste musikalisch begleitet wurden. Das Werk der Paderborner Firma Anton Feith hat 17 Register mit 1125 Pfeifen und pneumatischer Traktur. 1978 wurde die Orgel von der Orgelbaufirma Gebrüder Stockmann aus Werl generalüberholt und unter Beibehaltung der Disposition und der Kegelladen auf elektrische Spiel- und Registertraktur umgebaut. Dadurch bedingt, bekam die Orgel einen neuen Spieltisch. Für das bis dahin freistehende Pfeifenwerk wurde ein Gehäuse angefertigt, auf das zuvor aus finanziellen Gründen verzichtet worden war.         
| I Hauptmanual C– |       |
| Prinzipal        | 8′    |
| Flöte            | 8′    |
| Salizional       | 8′    |
| Oktav            | 4′    |
| Blockflöte       | 4′    |
| Quinte           | 2 ⁄3′ |
| Schwiegel        | 2′    |
| Mixtur III       |       |

| II Manual C–   |    |
| Quintade       | 8′ |
| Aeoline        | 8′ |
| Prinzipal      | 4′ |
| Nachthorn      | 2′ |
| Sesquialter II |    |
| Trompete       | 8′ |

| Pedal C–  |     |
| Subbaß    | 16′ |
| Zartbaß   | 16′ |
| Oktavbaß  | 8′  |
| Choralbaß | 4′  |